# Dimetil fumarat
Dimetil fumarat je antiinflamatorni lek. On se koristi za tretiranje relapsirajućih formi multiple skleroze. Istražuje se njegova moguća primena u lečenju psorijaze. Mehanizam dejstva dimetil fumarata u tretmanu multiple skleroze nije dovoljno izučen. Smatra se da dolazi do degradacije dimetil fumarata do njegovog aktivnog metabolita, monometil fumarata (MMF), koji zatim povišava izražavanje proteina u putu nuklearnog faktora 2 (Nrf2), koji je vezan za respons na oksidativni stres. Dimetil fumarat je u prodaji pod imenom Tecfidera.

## Osobine
| Osobina                  | Vrednost |
| ------------------------ | -------- |
| Broj akceptora vodonika  | 4        |
| Broj donora vodonika     | 0        |
| Broj rotacionih veza     | 4        |
| Particioni koeficijent ( | 0,5      |
| Rastvorljivost (logS, log(mol/L))       | -1,1     |
| Polarna površina (PSA, Å2)  | 52,6     |

## Spoljašnje veze
|  | Molimo Vas, obratite pažnju na važno upozorenje u vezi sa temama iz oblasti medicine (zdravlja). |